# 12472 Samadhi
12472 Samadhi è un asteroide della fascia principale. Scoperto nel 1997, presenta un'orbita caratterizzata da un semiasse maggiore pari a 2,3885133 UA e da un'eccentricità di 0,1295757, inclinata di 2,99952° rispetto all'eclittica.